# ☆Taku Takahashi
☆Taku Takahashi（タク・タカハシ、☆Taku、本名：高橋 拓〔たかはし たく〕、1974年3月29日 - ）は、日本のDJ、音楽プロデューサー。神奈川県横浜市出身。m-flo、Ukatrats FC、ravexのメンバー。レーベル "Tachytelic Records" および "TCY Recordings"、インターネットラジオ「block.fm」を主宰している。

## 来歴
父親は横浜市で学習塾を経営していた。m-floのVERBALと同じくセント・メリーズ・インターナショナル・スクール出身。在学中はミクスチャー・ロックバンド"N.M.D."にてドラム・作曲・打ち込みを担当していた（☆Takuのドラムプレイは、「chronopsychology」と「DOPAMINE」のMVで見ることが出来る）。幾つかのレコード会社よりメジャー・デビューのオファーが来ていたが、大学への進学のため断った。ハイスクール時代の友人に小宮山雄飛（ホフディラン）がいる。
卒業後はアメリカ合衆国ロサンゼルスのオクシデンタル大学に留学した。在学中は物理学、経済学、哲学などを学んだが最終的にはアジア学を専攻した。しかし、留学から半年経った時に打ち込みを再開。近隣の音楽学校に通い始め、DJ、作曲活動、デモテープ制作を開始。
1997年に帰国した後、女性ボーカルとユニット "Love Soul" を結成。この時に影響を受けたアーティストとして、竹村延和・小西康陽・スチャダラパーを挙げている。その後、デモテープを通じてARTIMAGEの浅川真次に出会い、以後音楽活動を本格化させ、1999年にm-floとしてメジャー・デビューした。
m-floではトラックメイキングを担当。一部楽曲ではラップ（「gET oN!」など）やボーカル（「I WANNA BE DOWN」、「Love Long and Prosper」、「PULSE」など）も担当している。
m-floとしての活動の他に、他アーティストへの楽曲提供やリミックス、さらにレーベル"Tachytelic Records"を主宰。日之内エミへは、デビューアルバム「Dramatiques」を全曲プロデュースした。また、代官山AIRにおいて自らのイベント"Tachytelic Night"を隔月で開催し、クラブDJとしても活動している。
また、国内アーティストの作品はもちろん海外アーティストの楽曲のリミックスも積極的に行っており、The Ting Tingsをはじめ、UKシングルチャートで2週連続1位を獲得したカルヴィン・ハリスの「I’m Not Alone」のリミックスも手がけており、初来日時には共演を果たしている。また、レディー・ソヴァリンの「JIGSAW」のリミックスは、BBCradio1のプログラム『Kissy Sell Out show』でオンエアされた。
DJとしても活躍しており、国内はもとより海外のパーティに招かれるなど、精力的に活動の場を広げている。また、自身でもレギュラーパーティ『Tachytelic』『orthosync』を開催している。
2010年6月からは自身によるレーベル「TCY Recordings」を立ち上げ、国内外を問わず若手クリエイターを中心に、世界のダンスミュージックシーンに向け、クラブ・アンセムを発信している。
2010年10月には、ガイナックス製作の日本のテレビアニメ、パンティ&ストッキングwithガーターベルトのサウンドトラックをプロデュースした。
2011年3月には、ソロプロジェクト「THE SUITBOYS」を始動させ、第一弾としてMIX CD『AFTER 5 VOL.1』を発売した。
2011年11月11日、大沢伸一、FPM、VERBAL、Jaguar Skillsなど国内外の大物DJがレギュラー出演するインターネットラジオ「block.fm」を開局した。自身もTJO（Takeru John Otoguro）と供にレギュラー番組「TCY RADIO」を放送している。

## 人物
m-floのVERBALと☆Takuは、サングラスキャラとして定着しているが、デビュー当時は共にあまりサングラスをかけていなかった（かけても色の薄いものが多かった）。VERBALがサングラスをかけ始めたのは『EXPO EXPO』（2001年）、☆Takuがかけ始めたのは「miss you」（2003年）の頃からである。VERBALがサングラスをかけ始めたきっかけは「自分たちのPVで視線が落ち着いておらず、また童顔であったから」、☆Takuは「周囲に勧められたから」である。
SF作品を非常に好んでおり、とりわけスタートレックシリーズやガンダムシリーズに造詣が深い。影響を受けたアーティストには、スタートレックシリーズの生みの親とされるジーン・ロッデンベリーと答えている。『ASTROMANTIC』（2004年）レコーディング時、ジャズプレイヤーのTOKUとはガンダム話で打ち解けあったという。m-floのアルバムのインタールードには☆TakuのSF好きの影響が見られ、『COSMICOLOR』（2007年）にはスタートレックのナレーションのパロディやスタートレックとコラボレーションした、m-flo loves STAR TREK™「love long and prosper」が収録されている。
押井守監督の『うる星やつら2 ビューティフル・ドリーマー』が大好きで自分の嗜好が形成されたのはそこからだと思うと語っている。
趣味はサッカー日本代表観戦、サッカーゲーム、カタン。☆Takuが手掛けた「AIDA (020609 TACHYTELIC REMIX)」は、スポーツ番組においてしばしば使用されている。テレビゲーム『ウイニングイレブン』シリーズの熱狂的なファンであり、2006年発売の「ワールドサッカーウイニングイレブン10」ではオープニングテーマ「Win and Shine」を制作した。2007年にはJリーグカップのアンセムを制作した。2006年のワールドカップではドイツまで観戦に行った。
長年に渡りMacintoshユーザーである。
飛行機のマニアであると本人が語っており、エアフォースワン（米国大統領専用機）のコーヒーに付属する紙ナプキンをeBayで購入し所持しているが、飛行機恐怖症である。
「非常に高い位置から目薬を落とし、目に着地させる」ことを特技としている。本人曰く、その高さは「目薬のTVCMレベル」である。

## ディスコグラフィ

### MiX CD
- 『Tachytelic Night 〜welcomes you to the FAR EAST〜』　（2003年3月5日）
- 『AFTER 5 VOL.1』　（2011年4月20日）　THE SUITBOYS A.K.A. ☆TAKU TAKAHASHI 名義

### コンピレーション・アルバム
- 『TCY Recordings Sampler Vol.0』　（2009年12月23日）
- 『TCY Rec Special Pack EP Vol.1』　（2010年6月23日）
- 『TCY Rec Special Pack EP Vol.2』　（2010年9月1日）
- 『Panty & Stocking with Garterbelt The Original Soundtrack』　（2010年12月29日）

### 作品
1999年
- Make Me Happy / DOUBLE - 作曲・編曲

2000年
- Little Wish / K. - 編曲
- Under the same sky / K. - 作曲・編曲

2001年
- Wishing "taku's CHEMISTRY MIX" / 浜崎あゆみ
- DISTANCE -m-flo remix- / 宇多田ヒカル
- 空のむこうへ / K. - 作曲・編曲
- 最後のサイダー / K. - 作曲・編曲

2002年
- hard to say / Crystal Kay - 作詞・作曲・編曲
- Violet Nude <m-flo's Soulstice Xtended Mix> / 嶋野百恵
- Magic／World / 日之内絵美 - 作詞・作曲・編曲
- AIDA (020609TACHYTELIC REMIX)
- 映画『模倣犯』オープニングテーマ「modulation」
- 映画『模倣犯』挿入曲「ピースのジレンマ」

2003年
- Boyfriend -part II- / Crystal Kay - 編曲
- 上海Boogie Woogie（超速進化的台北リミックス）Remix by ☆Taku Takahashi(m-flo)&境亜寿香 / amin
- What's Your Secret? / MIC BANDITZ - 編曲
- Crying / 日之内絵美 - 編曲
- Freak! / 日之内絵美 - 編曲
- Painful / 日之内絵美 - 編曲
- hey boy… / 日之内絵美 - 編曲
- 片想い / Crystal Kay - 作曲・編曲

2004年
- Let It Flow / 山本領平- 作曲

2006年
- see you... / melody. - 作曲・プロデュース
- (Is This The Way To) Amarillo / ☆Taku Takahashi (m-flo)
- I Know / Crystal Kay - 作曲・プロデュース
- Win and Shine / Ukatrats FC - 作詞・作曲・プロデュース
- 君の優しさ / AYUSE KOZUE - プロデュース
- GO WEST -020609 TACHYTELIC REMIX- ☆Taku Takahashi (m-flo) a.k.a 020609 TACHYTELIC / ULTRAS

2007年
- AMOR…SAUDE〜VERSAO em PORTUGUES〜 -Tachytelic Remixed- / マルシア
- Jリーグヤマザキナビスコカップアンセム

2008年
- 愛だけが / 日之内エミ - プロデュース
- I Love You / 日之内エミ - プロデュース
- That's Not My Name (☆Taku Takahashi Remix) / ザ・ティン・ティンズ
- FRENCH GIRL!!!!! / BOO - プロデュース
- 夢のFUTURE feat. KOTOMI (TIME IS DISSING ME REMIX) / RYUKYUDISKO
- Romantic / Rie fu - 作曲・編曲
- Summer Carnival ☆Taku Takahashi Remix / 岩村学
- Intro to Ten / COLDFEET - ナレーション

2009年
- MATERIAL WORLD / Sowelu - 作曲・編曲
- Reincarnation / 鈴木亜美 - 作曲・編曲
- Sweet Rishi Boy / Anna Tsuchiya mush up ☆Taku Takahashi - 作曲・編曲
- Whats Your medium / ☆Taku Takahashi
- I'm Not Alone (☆Taku Takahashi Remix) / カルヴィン・ハリス
- Jigsaw (☆Taku Takahashi Remix) / レディー・ソヴァリン
- Over and Over / Crystal Kay - 作曲・編曲
- billie Jean（☆Taku Takahashi Remix）/ COLDFEET
- Swimming Dancing / SAWA - 作曲・編曲
- World-Wide Tea Party / SAWA - 作曲・編曲

2010年
- 元気ニッポン! -020609 TACHYTELIC REMIX- / ULTRAS+☆Taku Takahashi (m-flo)
- ハイビスカス / MINMI - 編曲
- Traveling（TAKU REMIX）/ MASTERLINK
- Endless Love / 加藤ミリヤ - プロデュース
- GOODBYE feat.blanc. -☆Taku Takahashi Rmx- / DISCOTHEQUE

2011年
- SP“Break The Wall”feat.V6 & ☆Taku Takahashi(m-flo) / REVOLUTIONS - 作曲・編曲
- フラッシュバック、夏。 (☆TAKU TAKAHASHI A.K.A. THE SUITBOYS REMIX) /  RHYMESTER
- I want U to... feat. WISE Produced by ☆Taku Takahashi (m-flo / TCY Recordings) / Sowelu - プロデュース
- The Lifelines (☆Taku Takahashi(m-flo), Maynard Plant(MONKEY MAJIK), WISE, May J.) / The Lifelines - プロデュース
- サンタさん –DJ Taku’s Christmas A-men Breaks- / ももいろクローバーZ

2012年
- New Style Standard (We Won't Stop)
- All Night Till 7AM
- All Night Till 7AM (☆Taku Remix)
- Ebi Sukui - 『へうげもの』オープニングテーマ
- LADIES / ICONIQ
- She’s So (Outta Control) (BFM remix) / 2NE1
- HEART BEAT / 加藤ミリヤ - プロデュース
- Take A Walk (☆Taku Takahashi & El Poco Maro Remix) / Passion Pit
- I wanna party feat. The BK Sound & ASSASSIN / MINMI - 編曲
- Teo Teo 〜D.I.N.C〜 feat. DOBERMAN INC / MINMI - 編曲
- SOUTHPAW / MEG - サウンドプロデュース
- さくら 〜永遠〜 “Tachytelic Remix”/ MINMI

2013年
- Merry-go-round / 浜崎あゆみ - 作曲

2015年
- Lucky Girl* / Yun*chi - 作曲・編曲

2016年
- PERFECT HUMAN (m-flo☆Taku Remember 1999 Samba House Remix) / RADIO FISH - 編曲
- PERFECT HUMAN (m-flo☆Taku Calrissian Trap Remix) / RADIO FISH - 編曲

2018年
- mirai / キズナアイ - 作曲
- Blackjack / Da-iCE - 作曲・編曲

2019年
- One in a Million -奇跡の夜に- / GENERATIONS from EXILE TRIBE - サウンドプロデュース・作曲・編曲

2020年
•  Dunk (日本郵政 3x3応援プロジェクト「POST to the FUTURE」」 テーマソング))/JP THE WAVY  - サウンドプロデュース・作曲・編曲
2023年
- F.A.F.O / @onefive - 作曲・編曲[12][13]

2024年
- recipe / 石原夏織 - 編曲[14]